# Mecmeda
Die Mecmeda, auch Meckmeda, Mekmeda oder Kella, war ein arabisches Volumenmaß für trockene Waren (Getreidemaß). Der Gebrauch des Maßes lässt sich auf den Jemen mit der Hauptstadt Mokka eingrenzen.
- 1 Mecmeda = 71,558 Pariser Kubikzoll = 1,419 Liter[1] errechnet aus Teman 1,9051 Liter beziehungsweise 2,122 Liter[2]
- 1 Teman/Toman = 40 Mecmeda = 76,204 Kilogramm[3][1] nach anderen Quellen 84,899 Kilogramm (bei Reis)[4][5]